# Robert-François Damiens
Robert-François Damiens (phát âm tiếng Pháp: [ʁɔbɛʁ fʁɑ̃swa damjɛ̃]; có nguồn ghi họ của ông là Damier, [damje]; 9 tháng 1 năm 1715 – 28 tháng 3 năm 1757) là một người hầu người Pháp từng cố ám sát Vua Louis XV vào năm 1757 nhưng bất thành và bị đem đi hành quyết công khai. Ông là người cuối cùng ở Pháp bị tử hình bằng hình thức phanh thây, một hình phạt truyền thống dành cho tội giết vua.

## Cuộc sống đầu đời
Damiens sinh ngày 9 tháng 1 năm 1715 tại La Thieuloye, một ngôi làng gần Arras ở miền bắc nước Vương quốc Pháp. Ông nhập ngũ từ khi còn nhỏ. Sau khi xuất ngũ, ông trở thành người giúp việc tại trường Cao đẳng Dòng Tên ở Paris. Ông bị đuổi khỏi đó, cũng như các công việc khác, vì hành vi sai trái, khiến ông có biệt danh là Robert le Diable ("Robert Quỷ dữ").
Động cơ của Damiens vẫn luôn được tranh luận; một số sử gia còn cho rằng ông bị bệnh tâm thần. Dựa theo những gì mà Damiens trả lời khi bị thẩm vấn, dường như ông đã lâm vào trạng thái kích động sau khi dân tình giận dữ và náo động vì các giáo phẩm Công giáo Pháp từ chối ban bí tích cho các tín đồ của giáo phái Jansen. Ông dường như đổ lỗi hoàn toàn cho Vua Louis XV về điều này và do đó đã lập một kế hoạch để ám sát nhà vua.

## Nỗ lực ám sát

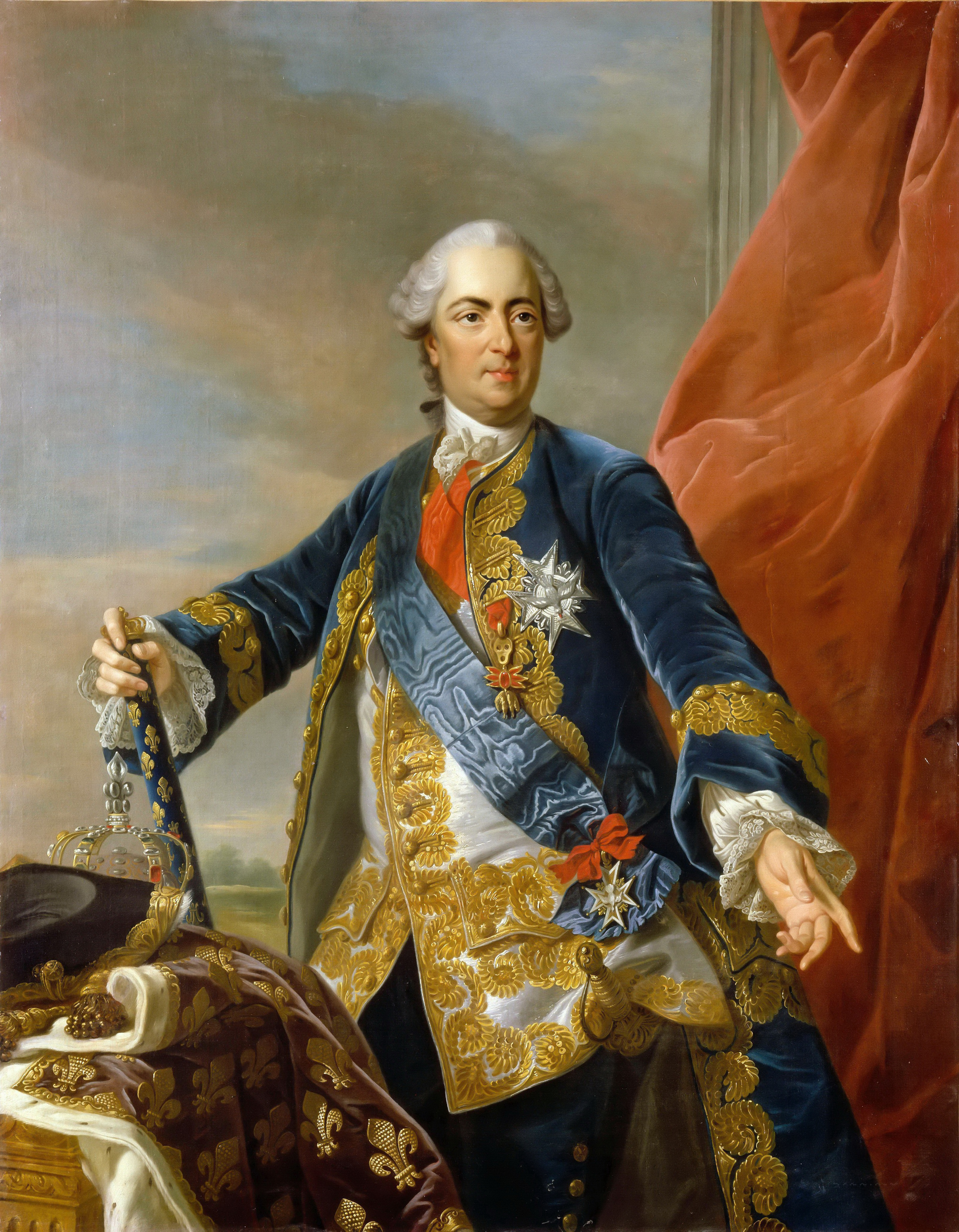
Vua Louis XV

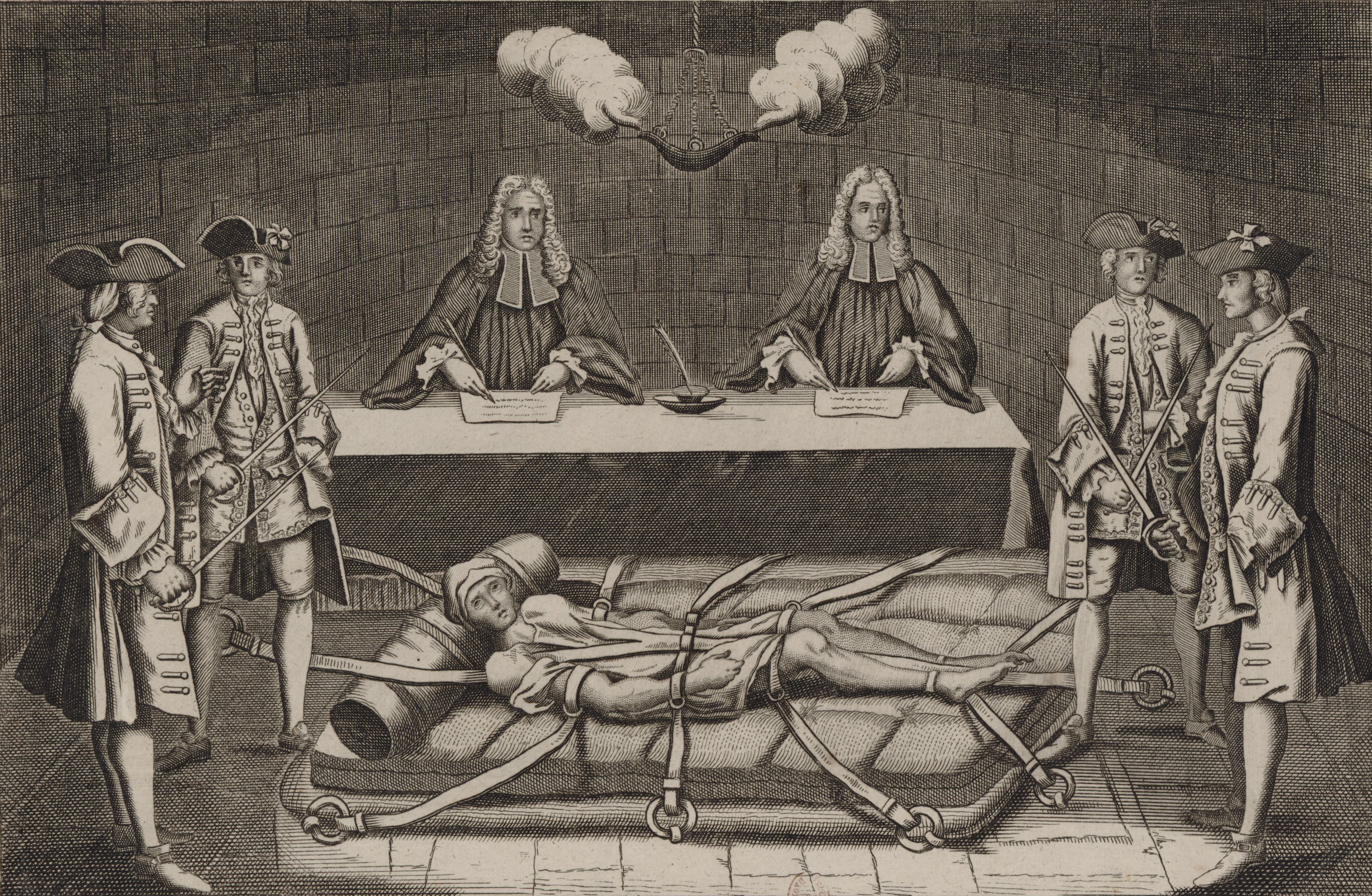
Damiens trước mặt các thẩm phán

Vào ngày 5 tháng 1 năm 1757 lúc 4 giờ chiều, khi Nhà vua đang bước vào xe ngựa của mình tại Cung điện Versailles, Damiens đã lao qua đội cận vệ của Nhà vua và đâm ông bằng một con dao bỏ túi. Kẻ ám sát không hề cố gắng trốn thoát và đã bị bắt giữ ngay lập tức. Bộ quần áo mùa đông dày của Louis XV có tác dụng bảo vệ nên con dao chỉ gây ra một vết thương nhẹ, đâm sâu 1 cm (0,4 in) vào ngực nhà vua. Tuy nhiên, Louis vẫn đang chảy máu và gọi một người xưng tội đến vì ông sợ mình có thể chết. Khi Vương hậu Maria chạy đến bên Louis, ông đã cầu xin sự tha thứ cho vô số chuyện ngoại tình của mình.
Damiens đã bị bắt ngay tại chỗ và bị đưa đi tra tấn để buộc ông tiết lộ danh tính của bất kỳ đồng phạm nào hoặc những người đã cử ông đến. Nỗ lực này đã không thành công. Ông đã bị xét xử và kết án là tội giết vua bởi Parlement của Paris, và bị kết án kéo lê và xé xác bằng ngựa tại Place de Grève.

## Tra tấn và hành quyết

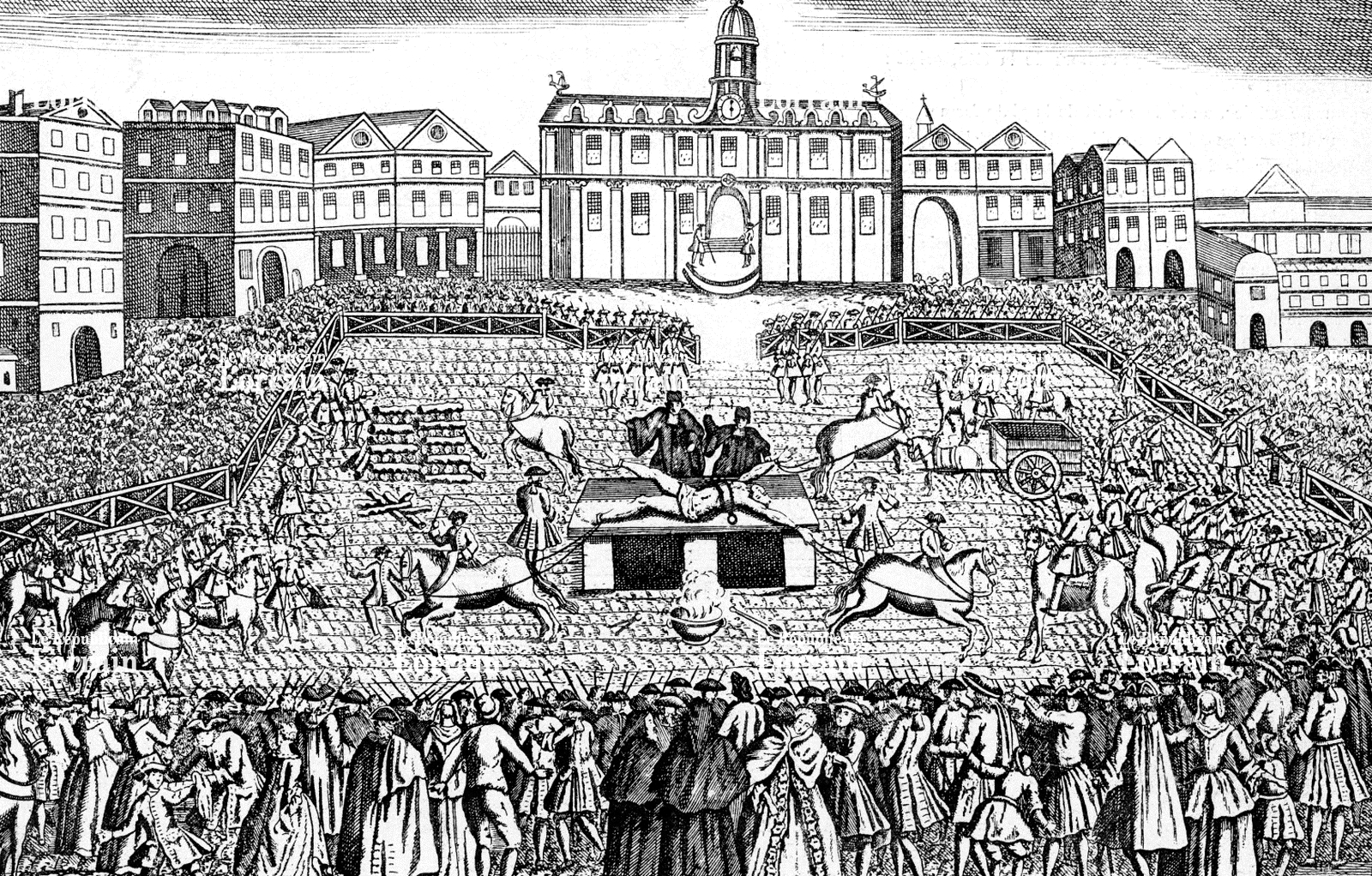
Hành quyết Damiens

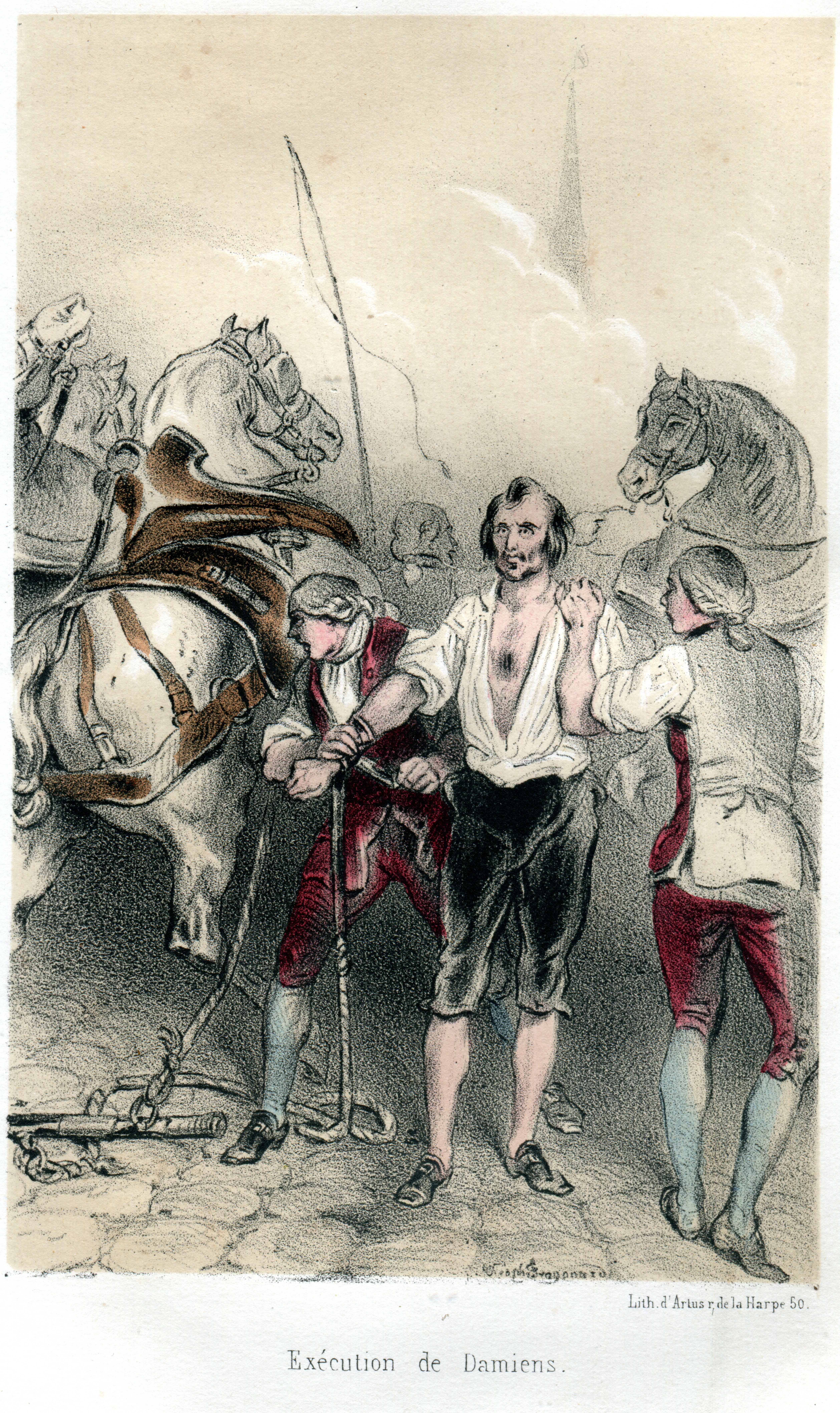
Bản vẽ về vụ hành quyết Damiens vào giữa thế kỷ 19 của họa sĩ minh họa người Pháp Théophile Fragonard; trong thực tế, Damiens nằm ngửa trên bục hành quyết, hầu như không mặc quần áo và bị thương khủng khiếp do tra tấn.

Bị đưa ra khỏi phòng giam vào sáng ngày 28 tháng 3 năm 1757, Damiens được cho là đã nói "La journée sera rude" ("Ngày hôm nay sẽ khó khăn"). Đầu tiên, ông bị tra tấn bằng cách dùng những dụng cụ gọi là "ủng" để kẹp chặt chân một cách đau đớn. Sau đó, ông bị tra tấn bằng kìm nung đỏ; bàn tay cầm dao của ông trong vụ ám sát bất thành đã bị đốt bằng lưu huỳnh; sáp nóng chảy, chì nóng chảy và dầu sôi được đổ vào vết thương của ông. Sau đó, ông bị giao cho đao phủ hoàng gia Charles-Henri Sanson (người sau này trớ trêu thay lại tiếp tục hành quyết Vua Louis XVI), sau khi thiến Damiens, đã dùng ngựa kéo giãn tay và chân ông để phanh thây. Nhưng tứ chi của Damiens không dễ tách rời: những người chủ trì ra lệnh cho Sanson cắt gân của Damiens, và sau khi cắt xong, những con ngựa đã có thể thực hiện việc phanh thây. Sau khi Damiens bị hành quyết, trước sự hoan nghênh của đám đông, phần thân thể vẫn còn sống của ông ta đã bị thiêu trên cọc. Một số nguồn tin khác cho biết Damiens đã chết khi cánh tay còn lại cuối cùng của ông bị cắt bỏ.
Những lời trăng trối của Damiens không được xác định chắc chắn. Một số nguồn cho rằng ông đã nói "Hỡi tử thần, tại sao ngươi lại đến lâu như vậy?"; những nguồn khác cho rằng những lời cuối cùng của Damiens chủ yếu bao gồm nhiều lời cầu xin lòng thương xót của Chúa.

## Hậu quả
Sau khi Damiens qua đời, hài cốt của ông đã bị thiêu rụi thành tro và bị gió thổi bay. Ngôi nhà của ông bị san bằng, anh chị em của ông buộc phải đổi tên, và cha, vợ và con gái của ông bị trục xuất khỏi Pháp.
Nước Pháp chưa từng chứng kiến một nỗ lực ám sát vua nào kể từ vụ ám sát Vua Henri IV năm 1610. Sự ô nhục của Damiens vẫn còn đó. Bốn mươi năm sau khi ông qua đời, ký ức về công dân khét tiếng nhất của Arras đã được sử dụng để chống lại một người bản xứ Arras khác, Maximilien de Robespierre. Nhân vật gây chia rẽ của Cách mạng Pháp thường được kẻ thù của ông mô tả là cháu trai của Damiens. Mặc dù không đúng sự thật, nhưng lời vu khống này vẫn có uy tín đáng kể trong số những người theo chủ nghĩa quân chủ và những người ủng hộ nước ngoài. Đối với những người khác, vụ hành quyết Damiens đã trở thành một vụ việc Cause célèbre (một vụ pháp lý nổi tiếng), minh họa cho sự man rợ của Ancien Régime.

## Di sản

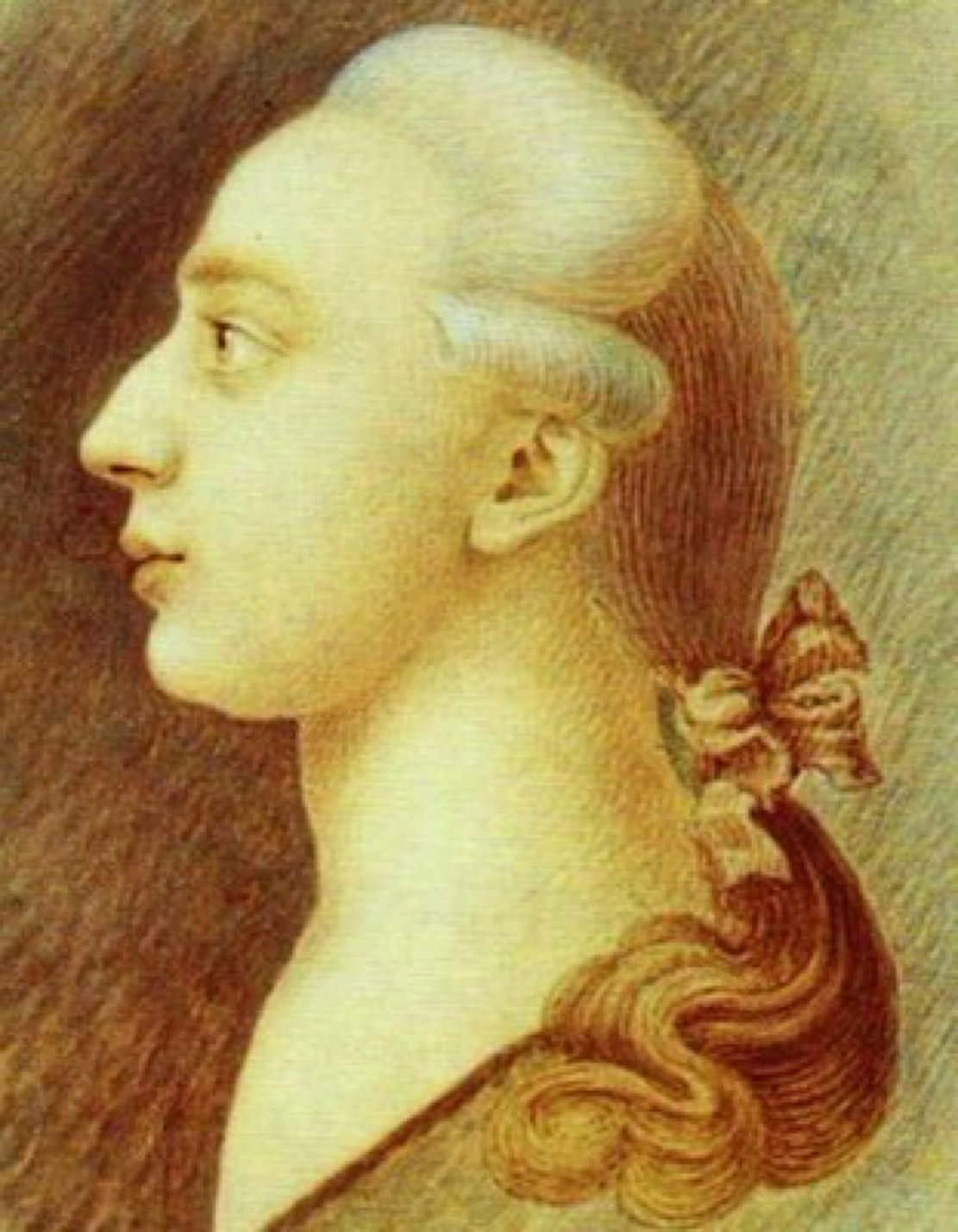
Casanova (trong ảnh) là một trong những nhân chứng đáng chú ý nhất về vụ hành quyết Damiens

Cuộc hành quyết được chứng kiến bởi nhà thám hiểm Giacomo Casanova, người tình cờ đến vào cùng ngày xảy ra vụ tấn công và đã thuật lại sự kiện trong hồi ký của mình:
Chúng tôi đã can đảm chứng kiến cảnh tượng kinh hoàng trong 4 giờ ... Damiens là một kẻ cuồng tín, với ý định làm một việc tốt và nhận được phần thưởng trên thiên đàng, đã cố gắng ám sát Louis XV; và mặc dù nỗ lực đó đã thất bại, và anh ta chỉ gây ra cho nhà vua một vết thương nhẹ, anh ta đã bị xé thành từng mảnh như thể tội ác của anh ta đã hoàn thành. ... Tôi đã nhiều lần buộc phải quay mặt đi và bịt tai lại khi nghe thấy tiếng thét chói tai của anh ta, một nửa cơ thể của anh ta đã bị xé toạc ra khỏi cơ thể, nhưng Lambertini và người dì béo không nhúc nhích một inch nào. Có phải vì trái tim họ chai sạn không? Họ nói với tôi, và tôi giả vờ tin họ, rằng nỗi kinh hoàng của họ trước sự độc ác của kẻ khốn nạn đã ngăn cản họ cảm thấy lòng trắc ẩn mà những cực hình chưa từng thấy của anh ta đáng lẽ phải khơi dậy.— Quyển 2, Tập 5, Chương 3

### Phản ứng trong triết học và chính trị
Nhà phê bình Ian Haywood đã lập luận rằng Edmund Burke ám chỉ đến sự tra tấn của Damiens trong Một cuộc điều tra triết học về nguồn gốc của những ý tưởng của chúng ta về sự cao cả và cái đẹp (A Philosophical Enquiry into the Origin of Our Ideas of the Sublime and Beautiful) (1775), khi ông viết "Khi nguy hiểm hoặc nỗi đau đè nén quá gần, chúng không thể mang lại bất kỳ niềm vui nào, và chỉ đơn giản là khủng khiếp; nhưng ở một khoảng cách nhất định, và với một số sửa đổi nhất định, chúng có thể, và chúng rất thú vị" (được nhấn mạnh thêm), chơi chữ với "sự đè nén" để ám chỉ đến thử thách của Damiens. Nhà triết học Cesare Beccaria đã trích dẫn rõ ràng số phận của Damiens khi ông lên án sự tra tấn và án tử hình trong chuyên luận của mình về Tội ác và Hình phạt (On Crimes and Punishments) (1764). Thomas Paine trong Quyền của con người (Rights of Man) (1791) đề cập đến vụ hành quyết Damiens như một ví dụ về sự tàn ác của các chính phủ chuyên chế; Paine lập luận rằng những phương pháp tra tấn và tử hình này là lý do giải thích tại sao quần chúng đối xử với tù nhân của họ theo cách tàn bạo như vậy khi Cách mạng Pháp xảy ra. Vụ hành quyết Damiens cũng được Michel Foucault mô tả và thảo luận chi tiết trong chuyên luận Kỷ luật và trừng phạt (Discipline and Punish) của ông, khi xem xét sự thay đổi trong quan điểm về hình phạt diễn ra trong nền văn hóa phương Tây vào thế kỷ sau. Ông đã trích dẫn tác phẩm Damiens le regicide của Alexandre Zévaès.

### Di sản văn học
Voltaire đã đưa vào một câu chuyện được che đậy khéo léo để mô tả về vụ hành quyết Damiens trong truyện ngắn Candide (1759) của ông. Vụ hành quyết được Charles Dickens nhắc đến trong Chuyện hai thành phố, Quyển thứ hai (1859), Chương XV:
"Một ông già nói bên đài phun nước rằng bàn tay phải của ông, được trang bị con dao, sẽ bị thiêu cháy trước mặt ông; rằng, vào những vết thương sẽ xuất hiện trên cánh tay, ngực và chân của ông, người ta sẽ đổ dầu sôi, chì nóng chảy, nhựa thông nóng, sáp và lưu huỳnh; cuối cùng, ông sẽ bị xé xác thành từng mảnh bởi bốn con ngựa khỏe mạnh. Ông già đó nói rằng, tất cả những điều này thực sự đã được thực hiện với một tù nhân đã cố gắng ám sát cố Quốc vương Louis Mười lăm. Nhưng làm sao tôi biết được liệu ông ta có nói dối không? Tôi không phải là một học giả."
"Hãy nghe lại lần nữa, Jacques!" người đàn ông với bàn tay bồn chồn và không khí thèm khát nói. "Tên của tù nhân đó là Damiens, và mọi việc đều diễn ra giữa ban ngày, trên những con phố rộng mở của thành phố Paris này; và không có gì đáng chú ý hơn trong đám đông rộng lớn chứng kiến cảnh đó, hơn là đám đông những quý cô sang trọng và thời trang, những người đã háo hức chú ý đến người cuối cùng - đến người cuối cùng, Jacques, kéo dài cho đến tận đêm, khi anh ta đã mất hai chân và một cánh tay, và vẫn còn thở!"

Một ám chỉ đến cuộc tấn công và hành quyết Damiens, và lời kể của Casanova về vụ việc, được Mark Twain sử dụng để ám chỉ sự tàn ác và bất công của quyền lực quý tộc trong chương XVIII của Một người Yankee Connecticut ở Triều đình Vua Arthur (1889). Nữ nam tước Orczy nhắc đến sự việc trong Mam'zelle Guillotine (1940), một phần của phim Hoa Pimpernel đỏ thắm, có nhân vật hư cấu là con gái ông, Gabrielle Damiens. Cũng có một mô tả về cái chết của Damiens trong vở kịch Marat/Sade (1963) của Peter Weiss.